# Joghurt

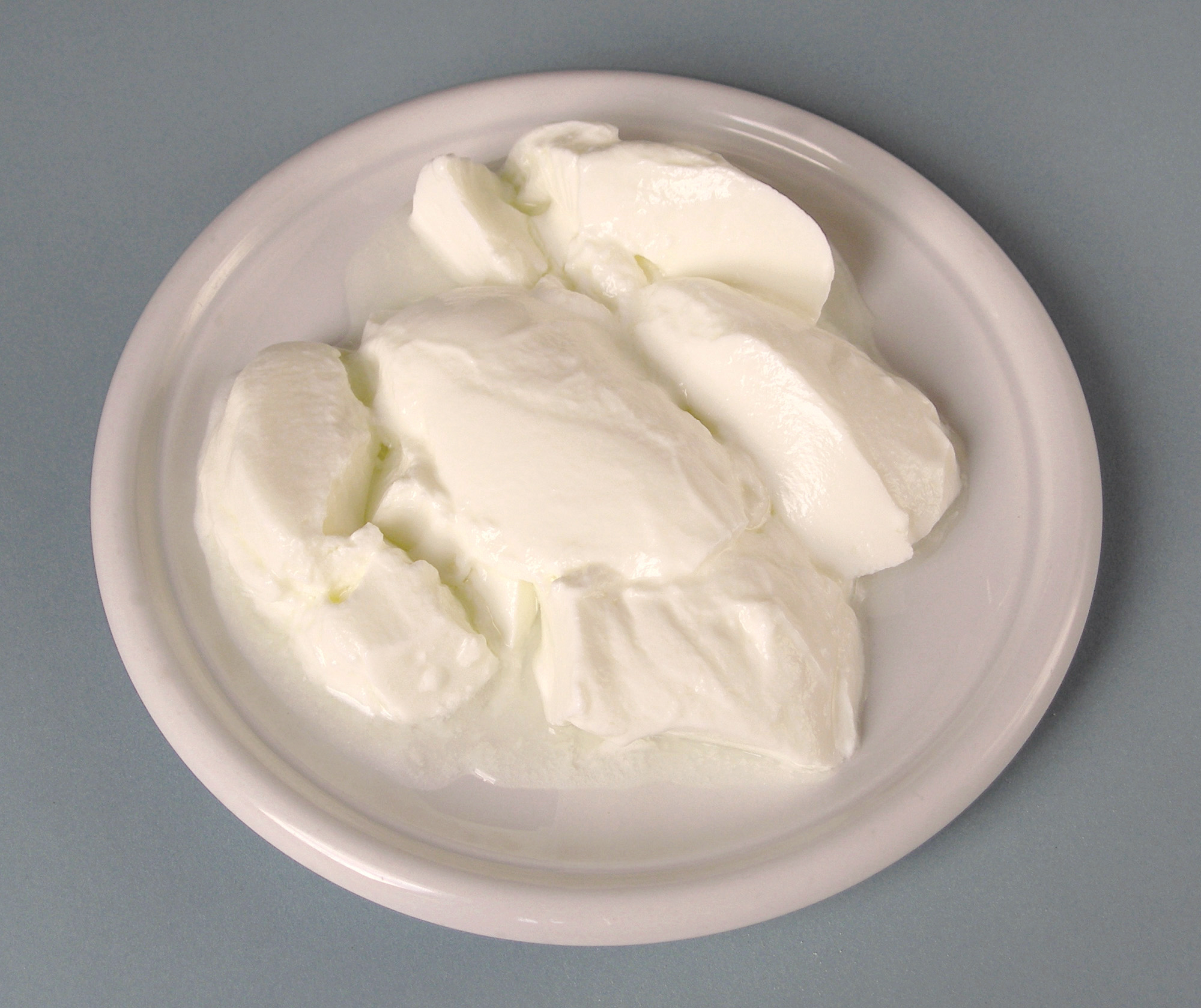
Joghurt

Joghurt (von türkisch yoğurt) ist ein Nahrungsmittel, hergestellt aus Milch, die mithilfe von Milchsäurebakterien dick gelegt ist. Das Milchprodukt wird als Naturjoghurt ohne Zusätze sowie mit Zusätzen wie Zucker und Obstbestandteilen in verschiedenen Geschmacksrichtungen vermarktet. Echter Naturjoghurt hat einen leicht säuerlichen Geschmack.

## Etymologie
Das Wort Joghurt wurde im 20. Jahrhundert aus türkisch yoğurt ‚Dickmilch‘ entlehnt. Es verweist auf die Art der Herstellung aus gegorener Milch und ist mit ähnlicher Bedeutung in zahlreichen Sprachen vorhanden. Laut Duden tritt das Wort im Deutschen als Maskulinum auf oder, besonders in Österreich und der Schweiz, als Neutrum, in Ostösterreich mundartlich außerdem als Femininum. Das Wort wird meist im Singular gebraucht. Wenn von „Joghurt-Sorten“ oder „Portionen Joghurt“ die Rede ist, wird mitunter der Plural in den Formen Joghurts oder Joghurt verwendet. Bis Ende Juli 2024 war auch die Schreibweise Jogurt nach amtlich verbindlicher Rechtschreibung zulässig.

## Geschichte des Joghurts
Sauermilchprodukte gehören zu den ältesten Milchprodukten überhaupt. Menschen bemerkten früh, dass fermentierte Milch nicht nur genießbar, sondern außerdem länger haltbar ist als frische. Zudem wird bei der Fermentation der Milchzucker, die Lactose, zu einem gewissen Anteil abgebaut, wodurch Joghurt von laktoseintoleranten Menschen (weltweit gesehen die Mehrheit der Menschheit) besser vertragen wird als frische Milch. Wann und wo Joghurt, wie nachfolgend unter „Herstellung“ beschrieben, zufällig entdeckt und dann bewusst erstmals hergestellt wurde, ist unbekannt. Möglicherweise geschah dies durch nomadische Turkvölker in Zentralasien. Die Erfindung des Joghurts durch die Thraker scheint in das Reich der Fabeln zu gehören. Nach Mary C. Neuburger (Ingredients of Change: The History and Culture of Food in Modern Bulgaria) wurde diese These im sozialistischen Bulgarien aufgestellt und verbreitet. Möglich ist, dass Joghurt von verschiedenen Völkern in unterschiedlichen Gegenden Eurasiens mehrfach und unabhängig voneinander entdeckt und nachfolgend hergestellt wurde.
Im 7. Jahrhundert wurde von den turksprachigen Protobulgaren auf dem Balkan eine fermentierte Schafsmilch hergestellt. Diese Form des Joghurts wird in ländlichen Gegenden Bulgariens angeblich immer noch genauso zubereitet und Katuk genannt. Gleiche oder recht ähnliche Milchprodukte finden sich unter der Bezeichnung Katik in Baschkortostan, in Tatarstan und in Usbekistan. Das legt nahe, dass die Joghurtbereitung bei den Turkvölkern allgemein bekannt war, noch bevor sich die Protobulgaren auf dem Balkan ansiedelten.
Bis zum Beginn des 20. Jahrhunderts hatten die Menschen im westlichen Europa nur gelegentlich Kontakt mit Joghurt. So wird kolportiert, dass ein jüdischer Arzt aus Konstantinopel im 16. Jahrhundert das durch Kriegsstrapazen und Ausschweifungen verursachte Siechtum des französischen Königs Franz I. mit einer Diät allein aus Dickmilch von Schafen und Eseln geheilt habe.
1905 isolierte der bulgarische Arzt und Naturwissenschaftler Stamen Grigorow aus Joghurt ein bisher unbekanntes Bakterium, das er für die Fermentation der Milch verantwortlich machte und das daraufhin Bacillus bulgaricus genannt wurde. Der russische Bakteriologe Ilja Metschnikow brachte damals ein epidemiologisches Wissen um die hohe Lebenserwartung bulgarischer Bergbauern mit deren Alltagskost in Zusammenhang, speziell mit dem Konsum von Joghurt einschließlich der Aufnahme der darin enthaltenen Bakterien. Öffentlichkeit und Wissenschaft nahmen diese These auf, und damit verbreitete sich Joghurt rasch nach Mittel- und Westeuropa sowie nach Nordamerika.
1906 berichtete die Zeitschrift Kosmos in ihrer Rubrik Medizin-hygienische Umschau über die besondere Bekömmlichkeit von „Yoghurt“, die auf den verhältnismäßig geringen Gehalt an Milchsäure zurückgeführt wird.
Im Deutschen Reich wurde Joghurt seit 1907 unter der Bezeichnung Joghurt in städtischen Molkereien produziert und über spezielle Versandgeschäfte und Reformhäuser angeboten. Die damals eingeschränkten Kühlmöglichkeiten in den Läden und Haushalten begrenzten den Absatz.
1918 wollten US-amerikanische Forscher nachweisen, dass der Bacillus bulgaricus die Darmflora gar nicht verbessere, da er zuvor von der Magensäure zerstört werde. Dies stellte sich jedoch als falsch heraus. Geringe Anteile der Milchsäurebakterien gelangen trotz der Säure im Magen bis in den Darm, wo sie sich wieder vermehren und so positiv auf die Darmflora auswirken können (siehe Abschnitt Bakterienkulturen). In den 1920er Jahren wurde zudem neu die sogenannte Acidophilus-Milch entwickelt, deren Bakterienkultur die Magenpassage nahezu unbeschadet überlebt und deshalb die Zusammensetzung der Darmflora schneller und stärker beeinflusst. Der Verbrauch von Joghurt stieg in Deutschland insbesondere in den 1930er und den 1940er Jahren stark an. Seit den späten 1960er Jahren wird er als „Diätspeise“ genutzt. In dieser Zeit wurde auch der geläufige Fruchtjoghurt üblich. Am 9. Mai 1963 wurde von der Firma Lünebest in Lüneburg der erste Joghurt in einem Plastikbecher abgefüllt. Die leichten und – im Gegensatz zu Glas – widerstandsfähigen Verpackungen machten das Produkt zum Kassenschlager.
Für die kommerzielle Herstellung von Sauermilcharten wurden verschiedene Milchsäurebakterien selektiert. Produkte aus südeuropäischen Ländern wurden traditionell mit Hilfe von thermophilen (wärmeliebenden) Milchsäurebakterien hergestellt, während man für die aus dem Norden stammenden Sauermilcharten mesophile (mittlere Temperaturen liebende) Milchsäurebakterien einsetzte. Beim heutigen Stand der Technik (Kühlhäuser, Temperiermöglichkeiten) haben klimatische Gegebenheiten keinen Einfluss mehr darauf, welche Kulturen eingesetzt werden.

## Herstellung

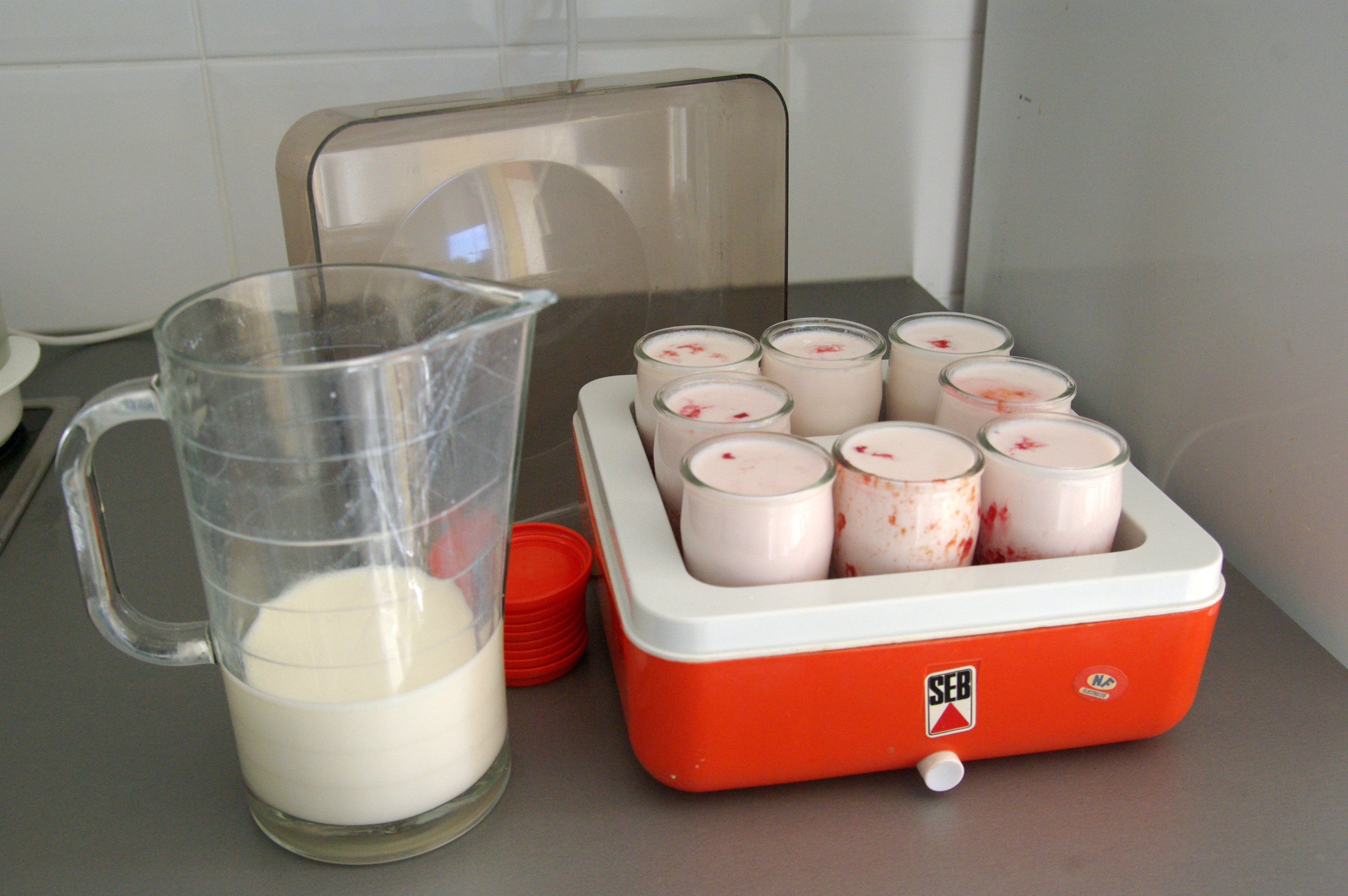
Joghurtbereiter, um Joghurt selbst herzustellen

Ursprünglich entstand Joghurt aus dem spontan auftretenden Sauerwerden und Sich-Verdicken von Milch und wurde so rein zufällig entdeckt. Im Laufe der Entwicklung der Lebensmittelherstellung wurden die verursachenden Mikroorganismen isoliert, identifiziert und nach ihrer Leistung selektiert. Bei geeigneten Temperaturen (bei thermophilen Kulturen 42 °C bis 45 °C, bei mesophilen Kulturen 22 °C bis 30 °C) kann mit Joghurtkulturen geimpfte Milch in Joghurt umgewandelt werden. Zu diesem Zweck gibt es Joghurt-Zubereitungsautomaten. Es reicht auch aus, Milch auf 40 °C bis 50 °C erwärmt mit etwas Joghurt als Impfmaterial (etwa zwei Löffel Joghurt auf einen Liter Milch) zu mischen und in einer Thermoskanne (oder einem mit einer Decke isolierten, aber nicht völlig luftdichten Gefäß) mindestens sechs Stunden ruhen zu lassen. Ein stichfester Joghurt unterscheidet sich in der Herstellung dadurch, dass er im Becher reift und nach dem Dickwerden nicht mehr gerührt wird. Dieses Verfahren wird hauptsächlich für Joghurt mit unterlegter Frucht (Frucht unter Joghurtmasse nicht eingerührt) verwendet.
Joghurt und Sauermilch sind sich sehr ähnlich. Der Hauptunterschied liegt bei der Auswahl der Milchsäurebakterien: Bei der Herstellung von Joghurt sollen grundsätzlich Lactobacillus bulgaricus und Streptococcus thermophilus eingesetzt werden. Joghurts mit dem Zusatz „mild“ in der Bezeichnung werden statt mit L. bulgaricus mit anderen Laktobazillen (wie L. acidophilus, L. casei) hergestellt. Für Sauermilch beschränken sich die Vorgaben bezüglich der verwendeten Mikroorganismen auf mesophile Milchsäurebakterienkulturen. Im Gegensatz zu gewöhnlicher Sauermilch darf gemäß Lebensmittelgesetz in der Schweiz nur ein Produkt mit einem Mindestgehalt von Mikroorganismen als Joghurt bezeichnet werden. Laut Art. 56 Joghurt, Abs. 2 müssen im Endprodukt „insgesamt mindestens 10 Millionen koloniebildende Einheiten der Mikroorganismen je Gramm vorhanden sein“. Wenn dieser Mindestwert nicht erreicht wird, darf das Produkt nur „Sauermilch“ heißen.

### Südlicher Balkan, Türkei und Griechenland
Naturjoghurts aus dem südlichen Balkan bestehen ausschließlich aus Milch und werden durch Lactobacillus bulgaricus ohne weitere Zusätze dickgelegt. Naturjoghurt dieser Art wird dort im offenen Verkauf vertrieben. In industriell hergestellten Joghurts werden der Milch meist noch zusätzlich Magermilchpulver zur Erhöhung der Trockenmasse zugesetzt. Weitere mögliche Zutaten, insbesondere in Fruchtjoghurts, können Verdickungsmittel, Emulgatoren, Farbstoffe sowie Aromen und Zucker sein.
Der in der türkischen Küche verwendete Süzme Yoğurt wird traditionell durch das „Abtropfenlassen“ normalen Joghurts in einem Sieb (türkisch süzgeç) oder einem Baumwolltuch hergestellt. Der auf diese Weise entwässerte Joghurt ist fester und cremiger. Mit einem Fettanteil von 10 Prozent entspricht er einem Sahnejoghurt. Er wird ausdrücklich ohne Zusatz von Gelatine verkauft.
Ähnlich wird der griechische Joghurt (griechisch στραγγιστό γιαούρτι strangistó giaoúrti, deutsch ‚abgetropfter Joghurt‘) hergestellt, der außerhalb Griechenlands zunächst in den USA populär wurde, später aber auch in Westeuropa zunehmend Verbreitung fand. Durch das längere Abtropfen der Molke wird einerseits ca. viermal so viel Milch benötigt, auf der anderen Seite neben einem Fettanteil von ca. 10 % auch ein höherer Eiweißanteil erreicht. Nicht in Griechenland hergestellter Joghurt darf in der EU nicht als „griechischer Joghurt“ vermarktet werden, jedoch sind Bezeichnungen wie „Joghurt nach griechischer Art“ fallweise akzeptabel.

### Fermentation
Die Herstellung von Joghurt durch Milchsäurebakterien ist eine Fermentation. Milchsäurebakterien wie Lactobacillus bulgaricus können Milchzucker (Lactose) in Milchsäure (Lactat) umwandeln, wobei zugleich der charakteristische Geschmack und das Aroma entstehen. Milchsäure führt zu einer pH-Absenkung. Ab einem bestimmten pH-Wert können sich die Caseinmicellen (die Hauptproteinfraktion der Milch) nicht mehr in Lösung halten und koagulieren unter Bildung eines Netzwerkes. Dieser Vorgang wird oft als Dicklegung bezeichnet. In den Zwischenräumen werden das in der Milch enthaltene Wasser und verbleibende Proteinfraktionen (Molkenproteine) eingeschlossen.
Die Säuerung muss während des gesamten Produktionsprozesses überwacht werden, dazu wird der pH-Wert der Kesselmilch gemessen. Die Dicklegung der Milch beginnt ab einem pH-Wert von ca. 5,5 und endet je nach Kultur bei einem pH-Wert bis 3,8 (sehr selten, da sehr sauer). Idealerweise sollte bei einem pH-Wert von 4,65 (isoelektrischer Punkt) die Säuerung beendet sein, da sonst Molkensynärese entsteht, wobei sich der Joghurt bei niedrigeren pH-Werten zusammenzieht und Molke abscheidet.

### Bakterienkulturen
Zu den wichtigsten Milchsäurebakterien in traditionellen Sauermilchprodukten gehören Streptokokken und Laktobazillen. Joghurt wird traditionell mit Lactobacillus bulgaricus und Streptococcus thermophilus hergestellt. Seit Beginn des 21. Jahrhunderts werden in Deutschland fast nur noch Joghurts mit der Bezeichnung „mild“ angeboten. Bei Joghurt mild wird gemäß der deutschen Milcherzeugnisverordnung die traditionelle Bakterienkultur Lactobacillus bulgaricus durch andere Lactobazillen, wie Lactobacillus acidophilus, ausgetauscht. So hergestellt schmeckt ein Joghurt mild weniger sauer als der traditionell hergestellte Joghurt. Weitere bei der Herstellung von Joghurt verwendete Bakterienstämme sind z. B. Streptococcus thermophilus, Lactobacillus casei und Bifidobacterium bifidum. Probiotische Mikroorganismen können in lebensfähiger Form den Darmtrakt erreichen und ihre Stoffwechselaktivität dort entfalten. Keine probiotische Wirkung zeigen z. B. Streptococcus thermophilus, da sie das extrem saure und bakterizide Milieu im Magen und danach die Vermischung mit Galle im Zwölffingerdarm nicht überleben und somit nicht lebend im Darm ankommen. Anders als die Werbung suggeriert, treten immunstimulierende Effekte unabhängig von der Art des Joghurts (probiotische „Markenkulturen“ oder traditionelle Kulturen) ein, vorausgesetzt, dass es sich um nicht pasteurisiertes (nicht wärmebehandeltes) Joghurt handelt.

### Laktose
Bei der Fermentation wird Laktose teilweise abgebaut. Dadurch ist Joghurt für Personen mit Laktoseintoleranz besser verträglich als unfermentierte Milch. Für bestmögliche Verträglichkeit ist aber weiter zu unterscheiden zwischen pasteurisiertem (wärmebehandelt) und entsprechend gekennzeichnetem Joghurt und nicht wärmebehandeltem Joghurt mit folglich noch lebenden Kulturen. Enthält der Joghurt lebende Kulturen, wird er deutlich besser vertragen. Das liegt an dem Vorhandensein von bakterieller β-Galactosidase, welche die Verdauung der Laktose unterstützt. Bio-Joghurt wird nicht wärmebehandelt und enthält daher lebende Kulturen. Joghurt – ob cremig oder stichfest – wird oft Magermilchpulver und somit wiederum Laktose zugesetzt. Da das Magermilchpulver nicht deklarationspflichtig ist, ist es für den Kunden nicht erkennbar. Lediglich Bio-Hersteller deklarieren freiwillig eine eventuelle Zugabe von Magermilchpulver. Laktosefreiem Joghurt wurde zuvor Laktase zugesetzt, welche den Milchzucker in Galactose und Glucose aufspaltet.

## Joghurtmischerzeugnisse

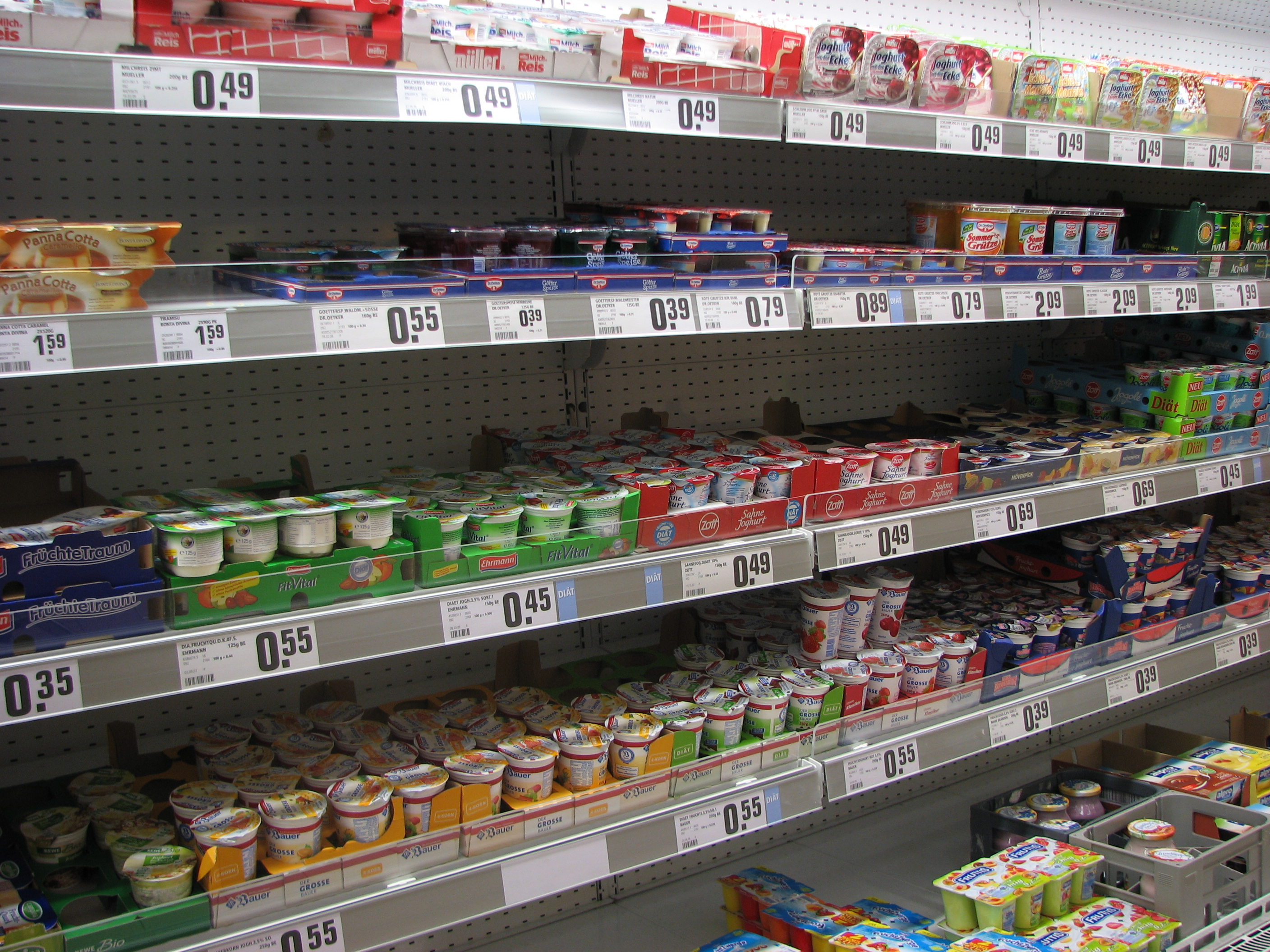
Joghurterzeugnisse

### Naturjoghurt
Naturjoghurt wird nur aus Milch oder Sahne und Milchsäurebakterien hergestellt. Unterschieden wird je nach Fettgehalt:
- Joghurt aus entrahmter Milch (auch Magermilchjoghurt): maximal 0,5 % Fett
- Fettarmer Joghurt:  1,5 – 1,8 % Fett
- Joghurt:  mindestens 3,5 % Fett
- Sahnejoghurt (Rahmjoghurt):  mindestens 10 % Fett
- Griechischer Abtropfjoghurt: Fettgehalt bis zu 10 Prozent, cremige Konsistenz, weil die Molke länger abtropft[28]

### Fruchtjoghurt
Fruchtjoghurt gehört zu den Milchmischerzeugnissen und enthält zusätzlich Früchte oder Fruchtzubereitungen. Fruchtjoghurt hat einen Marktanteil von 80 % am gesamten Joghurtumsatz. Unterschieden wird je nach Fruchtanteil
- Fruchtjoghurt oder Joghurt mit Früchten: mindestens 6 % Fruchtanteil
- Joghurt mit Fruchtzubereitung: mindestens 3,5 % Fruchtanteil
- Joghurt mit Fruchtgeschmack: weniger als 3,5 % Fruchtanteil

Die Zusammensetzung der Fruchtzubereitung muss nicht angegeben werden, wenn ihr Anteil unter 2 % am Gesamtprodukt liegt. Je nach Joghurtqualität kann eine Fruchtzubereitung neben Früchten, Zucker und Verdickungs- bzw. Geliermitteln gepresste Fruchtrückstände, Süßungsmittel, Aromen und Konservierungsstoffe enthalten. Die angegebene Geschmacksrichtung muss dabei nicht unbedingt auf die tatsächlich verwendeten Früchte oder Fruchtrückstände hinweisen. Meist werden in billigen Fruchtjoghurts „Fruchtstücke“ mittels Gelierung oder enzymatischer Vernetzung aus unterschiedlichen Säften unter Beigabe von Aromen erzeugt. Der überwiegende Anteil der Fruchtjoghurt-Produktion wird von bekannten Großmolkereien in Plastikbechern vertrieben, welche mit einer dünnen aufgeklebten Metallfolie verschlossen sind. Ein Becher enthält in der Regel zwischen 50 g und 250 g Fruchtjoghurt. Zum Verkauf werden diese Becher in den Kühlregalen des Lebensmitteleinzelhandels gelagert und präsentiert.

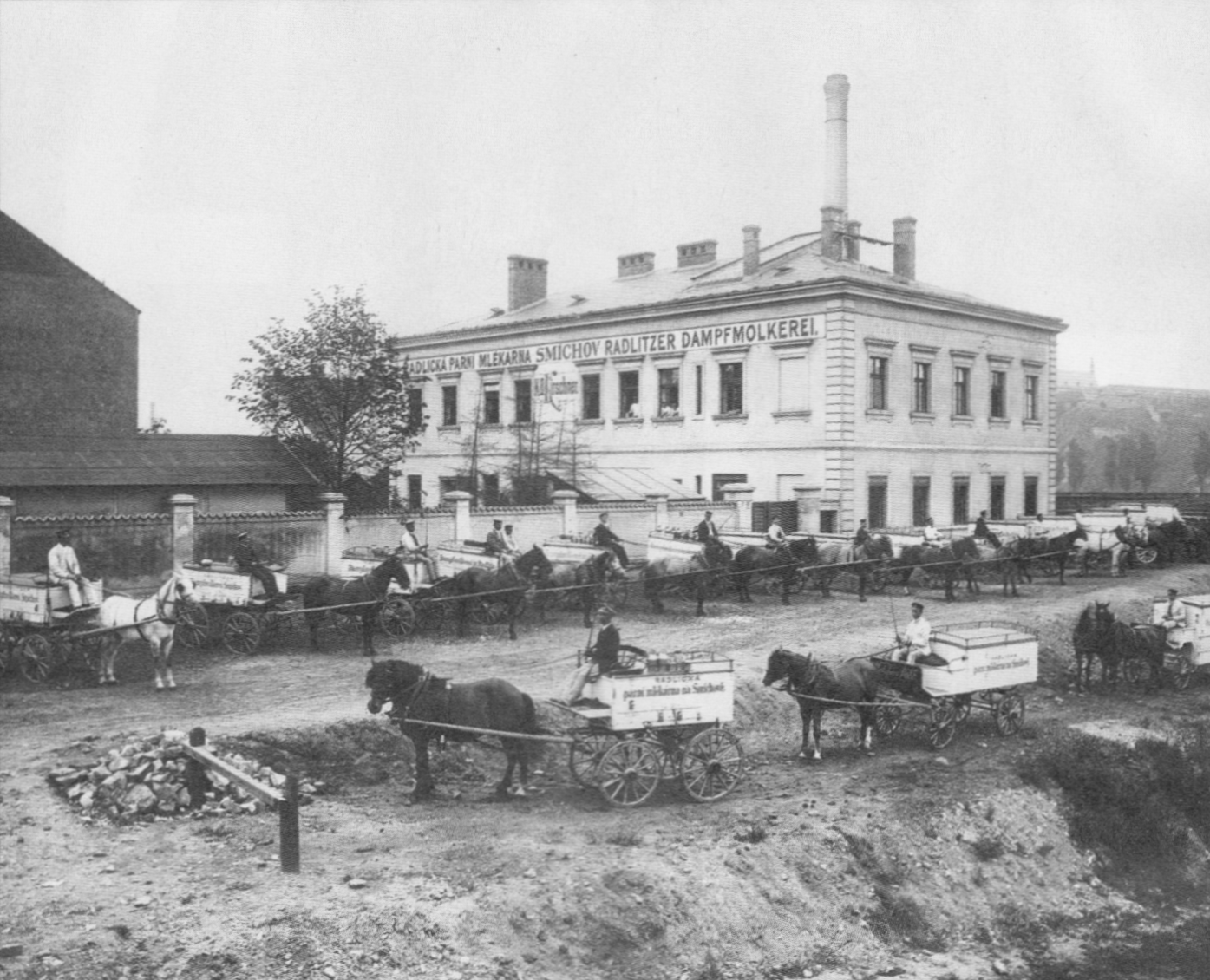
Die Erfindung des Fruchtjoghurts geht auf die Radlitzer Molkerei in Prag zurück

Die Idee zu diesem Convenience-Produkt wurde erstmals im Jahre 1933 durch die Radlitzer Dampfmolkerei in der Prager Vorstadt Smíchov entwickelt und erfolgreich unter dem Namen JOVO (Zusammenziehung von Joghurt und „ovoce“, Tschechisch für Obst) vermarktet. Seinerzeit wurden noch kleine Gläser als Verkaufsverpackung verwendet. Die Idee wurde bald weltweit erfolgreich. Die erste Geschmacksrichtung war Erdbeere.
Die Lebensmittelverordnung der Schweiz schreibt vor, dass 100 g Joghurt oder Sauermilch maximal 30 g andere Zutaten wie Früchte, Nüsse, Cerealien, Schokolade, Zucker oder natürliche Zutaten wie Kaffee oder Vanille enthalten dürfen. Die natürliche Färbung kann mit Frucht- und Gemüsesäften oder deren Konzentraten verstärkt werden. Ebenfalls erlaubt sind Gelier- und Verdickungsmittel. Künstliche Farb- und Konservierungsmittel gehören hingegen nicht in einen Joghurt, der in der Schweiz hergestellt wird. Joghurt gibt es in vier verschiedenen Fettgehaltsstufen: aus Vollmilch, teilentrahmt, aus Magermilch und mit Rahm angereichert.

### Andere Geschmacksrichtungen
Neben dem Fruchtjoghurt gibt es weitere Mischerzeugnisse mit verschiedenen Aromen wie Vanille, Nougat, Nuss, Stracciatella, Schokolade, Kokos oder Kaffee.

### Trinkjoghurt

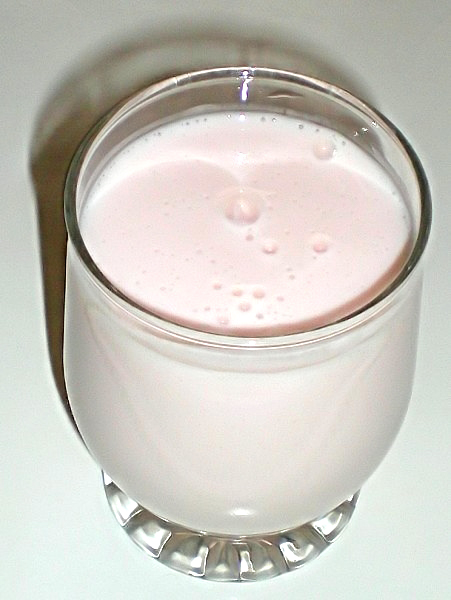
Trinkjoghurt im Glas

Im Handel wird Trinkjoghurt in ähnlichen Geschmacksrichtungen wie herkömmlicher Fruchtjoghurt angeboten. Bei der Herstellung von Trinkjoghurt wird auf eine Erhöhung der Trockenmasse verzichtet, somit bleibt der Joghurt von Beginn an flüssiger. Nach der Fermentation wird der Joghurt mittels Käseharfe glatt gezogen, hierbei entsteht eine gleichmäßige dünnflüssige Joghurtmasse. Anders als bei Mischgetränken wie Ayran wird Trinkjoghurt kein Wasser zugegeben.
Eine weitaus ältere Form der Joghurtgetränke ist in einigen Regionen Asiens verbreitet (Türkei: Ayran, Indien: Lassi). Bei diesen dient als Basis ein festerer Joghurt, jedoch mit stark säuernden Kulturen (Streptococcus thermophilus und Lactobacillus bulgaricus), der vor dem Verbrauch oder dem Verkauf mit Wasser und Salz in eine dünnflüssige, buttermilchähnliche Konsistenz aufgequirlt wird. Sie werden als traditionelles Erfrischungsgetränk gut gekühlt serviert. Diese Produkte sind weit verbreitet und werden von Straßenhändlern, gastronomischen Einrichtungen und für häuslichen Gebrauch im Einzelhandel angeboten.

### Tsatsiki
Tsatsiki oder griechisch τζατζίκι (dzadziki) ist eine Zubereitung der griechischen Küche aus Joghurt, Gurken, Olivenöl und Knoblauch. Er wird kalt als Vorspeise mit Brot serviert und ist Bestandteil der Mezedes (Vorspeisenplatte). Oft wird Tsatsiki zu Fleischgerichten wie Gyros oder Souvlaki gereicht. Ein ähnliches Produkt in der türkischen Küche ist Cacık, wovon das griechische Wort hergeleitet ist. Ähnliche Gerichte sind überhaupt in den Balkan-Küchen verbreitet, etwa das bulgarische Tarator oder das albanische Taratoi.

## Verwandte Produkte
Dickmilch wurde oft zu Hause hergestellt, in Deutschland bis 1930, als die Pasteurisierung von Milch mit dem Milchgesetz vorgeschrieben wurde. Sie bildet eine Variante von Joghurt, entsteht jedoch auf Basis von in der Milch natürlicherweise enthaltenen Bakterien. Die Raumtemperatur reicht aus, um die Milch innerhalb von ein bis zwei Tagen umzusetzen, Temperaturen um die 32 °C reduzieren die Fertigstellung auf sechs bis acht Stunden und ergeben eine reinere saure Milch, da auch vorhandene Essigsäurebakterien sich bei Raumtemperatur (bis ca. 30 °C) entwickeln können, nicht jedoch bei 32–34 °C. Die Bakterien sind anaerobe Milchsäurebakterien, die zum Teil von der Kuh stammen und zum Teil beim Melken aus der Luft in die Milch gelangten.
Laban ist ein arabisches Sauermilchprodukt, das aus der Milch von Kühen, Kamelen, Schafen und Ziegen hergestellt wird.
Auf ländlichen Märkten im Iran und in den arabischen Ländern wird Kaschk genannter, getrockneter Joghurt angeboten.
Als Alternative zu Joghurt aus tierischer Milch werden unter anderem Produkte auf Basis von Soja-, Kokos- oder Lupinenmilch angeboten, die als vegan gelten und durch die gleichen Milchsäurebakterien erzeugt werden wie herkömmlicher Joghurt.

## Ähnliche Sauermilchprodukte
- Choormog
- Dugh
- Kaschk
- Kefir
- Kumys
- Skyr
- Viili
- Filmjölk
- Ymer